# KRI Teluk Bintuni (520)
KRI Teluk Bintuni (520) je tanková výsadková loď indonéského námořnictva. Je první postavenou jednotkou stejnojmenné třídy.

## Stavba
Plavidlo postavila indonéská loděnice PT Daya Radar Utama (PT DRU). Dokončeno bylo v září 2014, ale po zařazení do služby bylo vráceno loděnici k dalším úpravám. Definitivně byla loď do služby přijata 17. června 2015.

## Konstrukce
Plavidlo unese 2300 tun nákladu. Kromě 300 vojáků může přepravovat ještě 10 tanků Leopard 2A4, mostní vozidlo a obrněný transportér, anebo 15 bojových vozidel pěchoty BMP-3F. Je vyzbrojeno jedním 40mm kanónem Bofors L70, jedním 20mm kanónem a dvěma těžkými kulomety. Může z něj operovat jeden střední vrtulník. Pohonný systém tvoří dva diesely STX MAN 9L27/38, každý o výkonu 3285 kW. Nejvyšší rychlost dosahuje 16 uzlů.